# Fort Quitman
Fort Quitman est une installation de l'United States Army sur le rio Grande au Texas, au sud de l'actuel Sierra Blanca, à 30 kilomètres au sud-est de McNary (en) au sud du comté de Hudspeth. Le fort est maintenant une ville fantôme, qui a été nommée en référence au gouverneur du Mississippi John A. Quitman, qui a servi en tant que major général sous les ordres de Zachary Taylor pendant la guerre américano-mexicaine.
En 1963, marqueur historique enregistré (en) le numéro 2007 est placé sur le palais de justice du comté, en mémoire du fort Quitman.

## Fondation
Le fort Quitman est fondé le 28 septembre 1858, par des unités du 8e régiment d'infanterie. Les premières troupes sont sous le commandement du capitaine Arthur T. Lee (en) et comprend 86 officiers et hommes du rang. Leur mission est de protéger la route de San Antonio à El Paso (en). C'est une halte sur le trajet des diligences de courrier de la ligne de courrier San Antonio-San Diego (en) et plus tard du Butterfield Overland Mail (en).
En 1860, la garnison a été réduite à un officier le second lieutenant Zenas Bliss (en) (qui prendra sa retraite de l'armée en 1897 en tant que brigadier général) et 20 hommes. Au déclenchement de la guerre de Sécession, le Texas rejoint la Confédération. Le lieutenant Bliss et ses hommes reçoivent l'ordre de partir vers San Antonio, avec les autres troupes qui évacuent les garnisons de l'ouest du Texas. Ils pensent être embarqués sur des bateaux et envoyés vers le Nord, mais au lieu de cela, ils sont faits prisonniers et retenus en tant que prisonniers de guerre. Bliss est plus tard échangé et atteint le grade de colonel des volontaires. Sa promotion au grade de général est entravée pour avoir été prisonnier de guerre. Les troupes confédérées du Texas sous les ordres du brigadier général Henry Hopkins Sibley traversent le poste sur leur chemin au cours de la campagne du Nouveau-Mexique en décembre 1861. Les restes de son armée passent aussi par le poste après leur défaite. Il n'y a pas de preuve que les troupes confédérées ont eu une garnison permanente dans le fort. Le fort est inspecté par les troupes de la colonne de Californie à la recherche de preuve d'une quelconque activité confédérée ou des traînards en 1863, mais ne voient pas la nécessité d'installer une garnison dans le poste.
Le fort a de nouveau une garnison en janvier 1868 par les Buffalo Soldiers du 9e régiment de cavalerie (en) et 42 fantassins sous le commandement du commandant Albert Payson Morrow du 9e de cavalerie. La plupart du poste est en mauvais état et n'est jamais pleinement restauré. Les soldats se plaindront de la chute d'adobe des murs sur leurs lits pendant leur sommeil en raison du mauvais état des bâtiments. Il a été déclaré que « aucun autre site pire pour un poste militaire n'aurait pu être conçu ». Il était totalement isolé de la civilisation avec des parois montagneuses courant le long des deux rives de la rivière. Toute tentative de cultiver des jardins pour aider au ravitaillement en nourriture a rencontré peu de succès.
Les expéditions contre les Apaches dans les monts Sacramento sont montées à partir du fort Quitman, mais elle rencontrent peu de succès. Graduellement, la garnison est réduite à une simple compagnie d'infanterie. La dernière unité, la compagnie B du 25e régiment d'infanterie (en), part en janvier 1877. Le poste lui-même est brûlé plus tard dans l'année par une foule en colère de San Elizario pendant la guerre du sel de San Elizario (en). Les émeutiers le détruisent en signe de protestation contre le soutien fédéral à une faction rivale. Il est temporairement réoccupé en tant que sous-poste du fort Davis par les troupes du 10e régiment de cavalerie (en) de 1880 à 1882 pendant la guerre de Victorio. Le chemin de fer du Pacifique du Sud passe dans les montagnes au nord-ouest du poste, le contournant en réalité, ce qui élimine le besoin de ce poste.

## Sources
: document utilisé comme source pour la rédaction de cet article.
- (en) Robert Walter Frazer, Forts of the West : military forts and presidios, and posts commonly called forts, west of the Mississippi River to 1898, Norman, University of Oklahoma Press, 1972 (1re éd. 1965), 246 p. (ISBN 978-0-8061-1250-3, OCLC 898938526, lire en ligne), p. 157-158.
- (en) « Fort Quitman », sur fortwiki.com (consulté le 19 décembre 2010)
- (en) « Fort Quitman, C.S.A. - Sierra Blanca ~ Marker Number: 2007 », Texas Historic Sites Atlas, 1963